# Neosebastes
Neosebastes is een geslacht van straalvinnige vissen uit de familie van schorpioenvissen (Neosebastidae).

## Soorten
- Neosebastes bougainvillii (G. Cuvier, 1829)
- Neosebastes capricornis Motomura, 2004
- Neosebastes entaxis D. S. Jordan & Starks, 1904
- Neosebastes incisipinnis J. D. Ogilby, 1910
- Neosebastes johnsoni Motomura, 2004
- Neosebastes longirostris Motomura, 2004
- Neosebastes multisquamus Motomura, 2004
- Neosebastes nigropunctatus McCulloch, 1915
- Neosebastes occidentalis Motomura, 2004
- Neosebastes pandus (J. Richardson, 1842)
- Neosebastes scorpaenoides Guichenot, 1867
- Neosebastes thetidis (Waite, 1899)